# (242830) Richardwessling
(242830) Richardwessling es un asteroide perteneciente al cinturón de asteroides, región del sistema solar que se encuentra entre las órbitas de Marte y Júpiter.
Fue descubierto el 21 de febrero de 2006 por Robert Holmes desde el Astronomical Research Observatory en Charleston, Illinois.

## Designación y nombre
Designado provisionalmente como 2006 DK8. fue nombrado por Richard J. Wessling (nacido en 1935) quien trabajó en US Precision Lens durante 35 años, fabricando espejos para telescopios desde principios de los años 1960 en adelante y abriendo la tienda Pines Optical Shop en 1991. Richard fabricó cientos de espejos para telescopios y construyó docenas de telescopios que se pueden encontrar en manos de astrónomos en todo Estados Unidos.

## Características orbitales
Richardwessling está situado a una distancia media del Sol de 3,067 ua, pudiendo alejarse hasta 3,170 ua y acercarse hasta 2,964 ua. Su excentricidad es 0,034 y la inclinación orbital 11,119 grados. Emplea 1961,64 días en completar una órbita alrededor del Sol.
Los próximos acercamientos a la órbita de Júpiter ocurrirán el 21 de abril de 2047, el 3 de febrero de 2057 y el 6 de abril de 2106.
Pertenece a  la familia de asteroides de (221) Eos.

## Características físicas
La magnitud absoluta de Richardwessling es 15,68. Tiene 4,645 km de diámetro y su albedo se estima en 0,047.